# John Marshall (rechter)
John Marshall (Germantown, Virginia, 24 september 1755 – Philadelphia, Pennsylvania, 6 juli 1835) was de Opperrechter van de Verenigde Staten (Chief Justice) tussen 1801 en 1835. Zijn rechtspraak heeft bijgedragen tot de fundamenten van het Amerikaans grondwettelijk recht. Tegelijkertijd verdedigde hij het nationalisme en slaagde hij erin het Amerikaans Hooggerechtshof om te vormen tot een machtscentrum dat het Amerikaans Congres kan overreden. Aanvankelijk was Marshall een boegbeeld van de Federalistische Partij in de staat Virginia. Bovendien zetelde hij van 1799 tot 1800 in het Huis van Afgevaardigden. Vervolgens oefende Marshall van 1800 tot 1801 het ambt uit van Secretary of State onder president John Adams.
Als langst dienende Opperrechter van de Verenigde Staten domineerde Marshall de rechtbank meer dan drie decennia en speelde hij een belangrijke rol in de ontwikkeling van het Amerikaans rechtssysteem. Het meest opmerkelijke hierbij is dat hij, met name in het beroemde arrest Marbury v. Madison, het principe vestigde dat de rechterlijke macht het toetsingsrecht over wetten moet uitoefenen. Zo konden wetten vernietigd worden wanneer ze de Amerikaanse Grondwet schenden. Daarmee hielp Marshall de rechterlijke macht in de Verenigde Staten verankeren als een onafhankelijke en invloedrijke tak van de staat. Daarnaast vaardigde het Hooggerechtshof onder Marshall enkele belangrijke beslissingen uit met betrekking tot het federalisme. Het raakte aan de machtsbalans tussen de federale overheid en de staten gedurende de beginjaren van de Amerikaanse republiek. Meer bepaald bevestigde hij herhaaldelijk de suprematie van de federale wetgeving over de wetten op het niveau van de staten. Verder stond hij ook achter een brede interpretatie van de zogenaamde opgesomde bevoegdheden (enumerated powers).
Sommige van zijn beslissingen hadden weinig bijval bij het brede publiek. Desondanks werkte Marshall aan de uitbouw van de derde tak van de federale overheid en versterkte hij het federale niveau in de naam van de Amerikaanse Grondwet. Hij staat tevens aan de basis van de ontplooiing van de Amerikaanse rechtsstaat. Samen met Daniel Webster was Marshall de meest vooraanstaande Federalist op dat moment. Ze streefden naar een sterkere federale overheid binnen de Federalist Party. Ze stonden hier tegenover de Jeffersoniaanse Democratisch-Republikeinse Partij.
- Bibsys: 90718303
- Biblioteca Nacional de España: XX1325815
- Bibliothèque nationale de France: cb11914721x (data)
- Gemeinsame Normdatei: 118782142
- International Standard Name Identifier: 0000 0000 8403 382X
- Library of Congress Control Number: n80067096
- Nationale Bibliotheek van Letland: 000017388
- National Archives and Records Administration: 10580640
- Nationale Bibliotheek van Tsjechië: vse2005315900
- Nationale Bibliotheek van Israël: 987007265041905171
- Nationale Bibliotheek van Polen: a0000001616720
- Nederlandse Thesaurus van Auteursnamen: 069435596
- RKD-Nederlands Instituut voor Kunstgeschiedenis: 88132
- Istituto Centrale per il Catalogo Unico: USMV625430
- SNAC: w6ms3www
- Système universitaire de documentation: 027329267
- Biographical Directory of the United States Congress: M000157
- Virtual International Authority File: 100204775
- WorldCat: E39PBJc7TjMJjhCJvHfDbMk7HC

Jefferson ·
Randolph ·
Pickering ·
Marshall ·
Madison ·
Smith ·
Monroe ·
Adams ·
Clay ·
Van Buren ·
Livingston ·
McLane ·
Forsyth ·
Webster ·
Upshur ·
Calhoun ·
Buchanan ·
Clayton ·
Webster ·
Everett ·
Marcy ·
Cass ·
Black ·
Seward ·
Washburne ·
Fish ·
Evarts ·
Blaine ·
Frelinghuysen ·
Bayard ·
Blaine ·
Foster ·
Gresham ·
Olney ·
Sherman ·
Day ·
Hay ·
Root ·
Bacon ·
Knox ·
Bryan ·
Lansing ·
Colby ·
Hughes ·
Kellogg ·
Stimson ·
Hull ·
Stettinius ·
Byrnes ·
Marshall ·
Acheson ·
Dulles ·
Herter ·
Rusk ·
Rogers ·
Kissinger ·
Vance ·
Muskie ·
Haig ·
Shultz ·
Baker ·
Eagleburger ·
Christopher ·
Albright ·
Powell ·
Rice ·
Clinton ·
Kerry ·
Tillerson ·
Pompeo ·
Blinken
John Jay (1789–1795) · John Rutledge (1795) · Oliver Ellsworth (1796–1800) · John Marshall (1801–1835) · Roger Taney (1836–1864) · Salmon Chase (1864–1873) · Morrison Waite (1874–1888) · Melville Fuller (1888–1910) · Edward Douglass White (1910–1921) · William Howard Taft (1921–1930) · Charles Evans Hughes (1930–1941) · Harlan Stone (1941–1946) · Fred Vinson (1946–1953) · Earl Warren (1953–1969) · Warren Burger (1969–1986) · William Rehnquist (1986–2005) · John Roberts (2005–heden)